# 3D迷宮

顯示了Windows 95開始按鈕的3D迷宮螢幕保護裝置的屏幕截圖

3D迷宮是一個由OpenGL構建的螢幕保護裝置，以走迷宮為主題，從Windows 95開始出現在Microsoft Windows中。直到在Windows ME之後停止提供。

## 內容
3D迷宮每次都會隨機生成迷宮，「玩家」以第一人稱視角自動走迷宮，從一個浮空的開始功能表圖示為迷宮起點，整個過程會從迷宮起點依照左手規則自動走訪遍歷迷宮，迷宮最終必定會走到終點，因為隨機生成的迷宮都是單連通的。
在預設的情況下，迷宮的牆壁是磚牆、地板是木質地板、天花板是石綿磁磚天花板。使用者可以自訂迷宮的牆壁、地板和天花板的材質，較新的版本中，迷宮的牆壁、地板和天花板可以體換成動畫迷幻圖案或創建自定義的材質。
穿越迷宮時，能在迷宮中找到幾種物件，包括浮空的OpenGL徽標、牆上的地球儀圖像（《OpenGL編程指南》的封面上的圖樣）以及老鼠的2D精灵图。此外，「玩家」有時會遇到旋轉的正多面體灰色岩石，當觸碰到這些岩石時，會將相機倒置並將地板變成天花板。這種情況下，「玩家」會變成沿右牆遍歷迷宮直到抵達迷宮終點或遇到另一塊灰色岩石。
迷宮的終點是一個浮空、半透明的笑臉。當抵達迷宮的終點時，迷宮將會重新生成，並生成另外一個起點及終點。
這個螢幕保護程式還有一個稱為疊加迷宮的功能，該功能會使用簡單的矢量图形呈現迷宮的地圖顯示在螢幕上。在這地圖上，「玩家」是以藍色三角形標示、起點為紅色三角形、終點為綠色三角形、岩石為旋轉的白色三角形、OpenGL徽標為靜止的白色三角形、老鼠為橙色三角形。

## 衍生
康奈尔大学的Atmel Mega32单片机的3D圖形專案《Maze in a Box》是以3D迷宮螢幕保護程式為領感設計的。2017 年，獨立視頻遊戲開發商Cahoots Malone 製作了《Screensaver Subterfuge》，這是一款基於原始3D迷宮螢幕保護程式ssmaze.scr檔案中的資源創作的螢幕保護程式電子遊戲。
2018年4月發布的XScreenSaver 5.39中包含了一個由「Sudoer」編寫的Maze3D模塊，該模塊內容重現了3D迷宮螢幕保護程式的內容。

## 反響
傑西卡·布蘭肯希普（Jessica Blankenship）在為雜誌Bustle撰寫時說她無法想起任何能像3D迷宮螢幕保護程式一
樣「令人著迷、誘人又令人沮喪又精緻」的東西。Slate雜誌的雅各布·布羅根（Jacob Brogan）將這個螢幕保護程式稱為「匆忙的第一人稱視角衝過磚牆迷宮的遊戲」，將其比作「工作中的智能」，並繼續將之與「默默地坐在一旁觀察讓祖父母玩德軍總部3D遇到倒楣事的狀況」做出了比較。